# خان الحرير (مسلسل)
خان الحرير مسلسل تلفزيوني سوري درامي اجتماعي من تأليف نهاد سيريس، تدور أحداثه في خان الحرير إحدى أشهر خانات مدينة حلب وأعرق الأحياء الاقتصادية فيها. يقدم البيئة الحلبية بصورتها الجميلة، كما يطرق الأبواب المغلقة على العلاقات الاجتماعية والسياسية المتداخلة في فترة الخمسينيات من القرن العشرين.

## بطولة
- سليم صبري
- بسام كوسا
- عمر حجو
- سلوم حداد
- فراس إبراهيم
- هدى الركبي
- أمل عرفة
- جمال سليمان
- سوزان نجم الدين[1]

## القصة
الفترة الزمنية التي يستعرضها المسلسل فهي التاريخ السوري الممتد من 1955 إلى 1961، قرابة ست سنوات، والعنصر الرئيسي للأحداث هو عبد الناصر والوحدة، وأوضاع سورية خلالها، والعوامل التي أدت للانفصال.